# Тюремная башня (Нойбранденбург)
Тюремная башня (нем. der Fangelturm) — крепостная оборонительная башня. Вместе с городской стеной и городскими воротами входит в крепость Нойбранденбург. Также известна как Монашеская башня (нем. der Mönchenturm).
Башня расположена на севере центральной части города на Дарренштрассе. Неподалеку находится францисканский монастырь, в честь которого башню и называют монашеской. Была возведена в XIV—XV веке как возвышенное оборонительное сооружение. Со временем башня утратила своё оборонительное и до XIX века башня использовалась как городская тюрьма.
Башня, включая каменный шпиль, имеет высоту 25 метров, диаметр 6,5 метра, толщина стены у подножия 2,30 метра. Текущий доступ и проход рядом с башней были построены лишь в XIX веке. Шпиль и зубчатые стены были также построены после реконструкции в XIX веке.
В куполообразном своде позади бывшего входа на высоте 6 метров находится круглое отверстие, так называемая «дыра страха». Через «дыру страха» осужденные обеспечивались продовольствием, светом и воздухом.
В настоящее время башня открыта для посетителей.

## Галерея

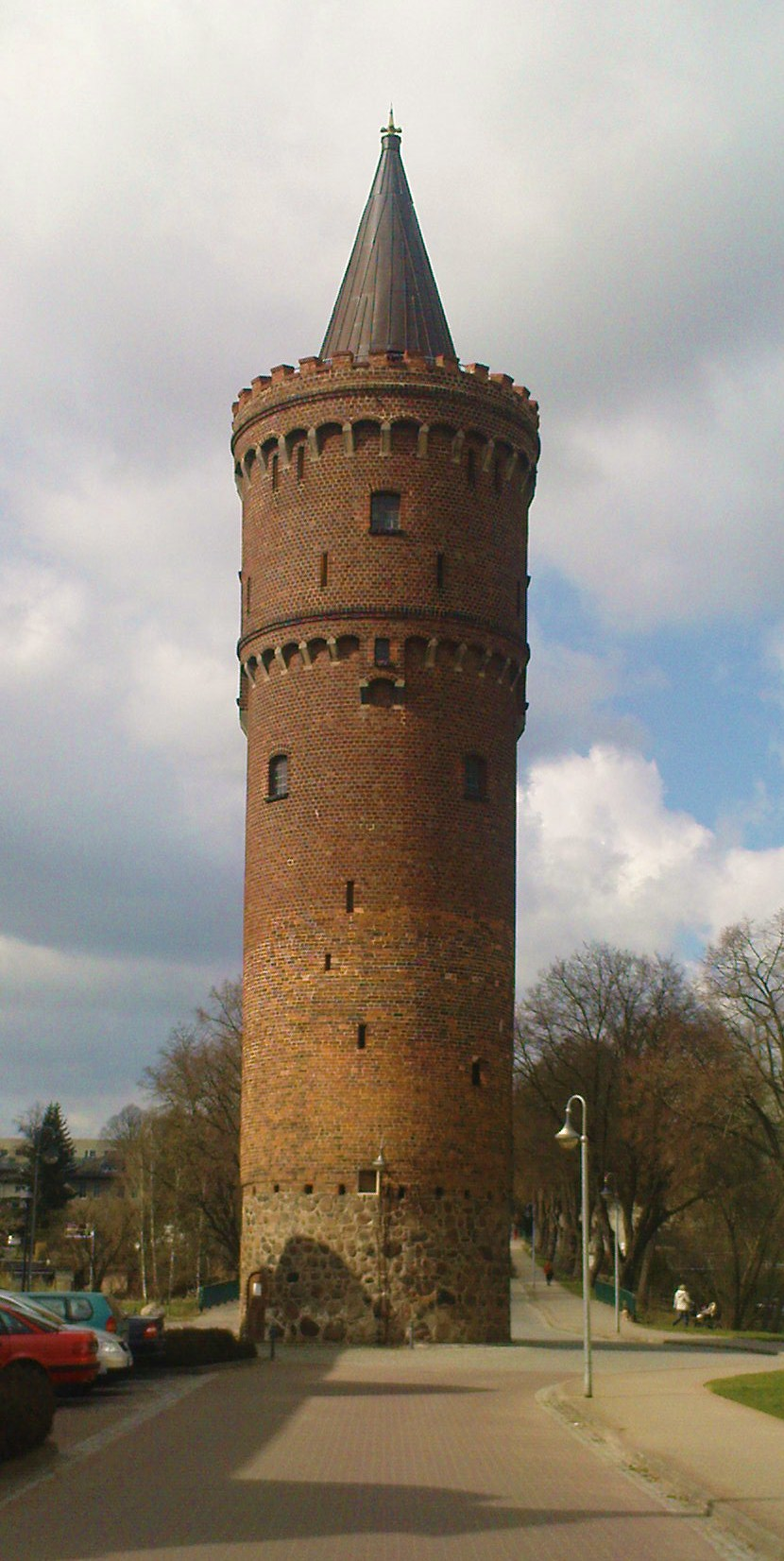
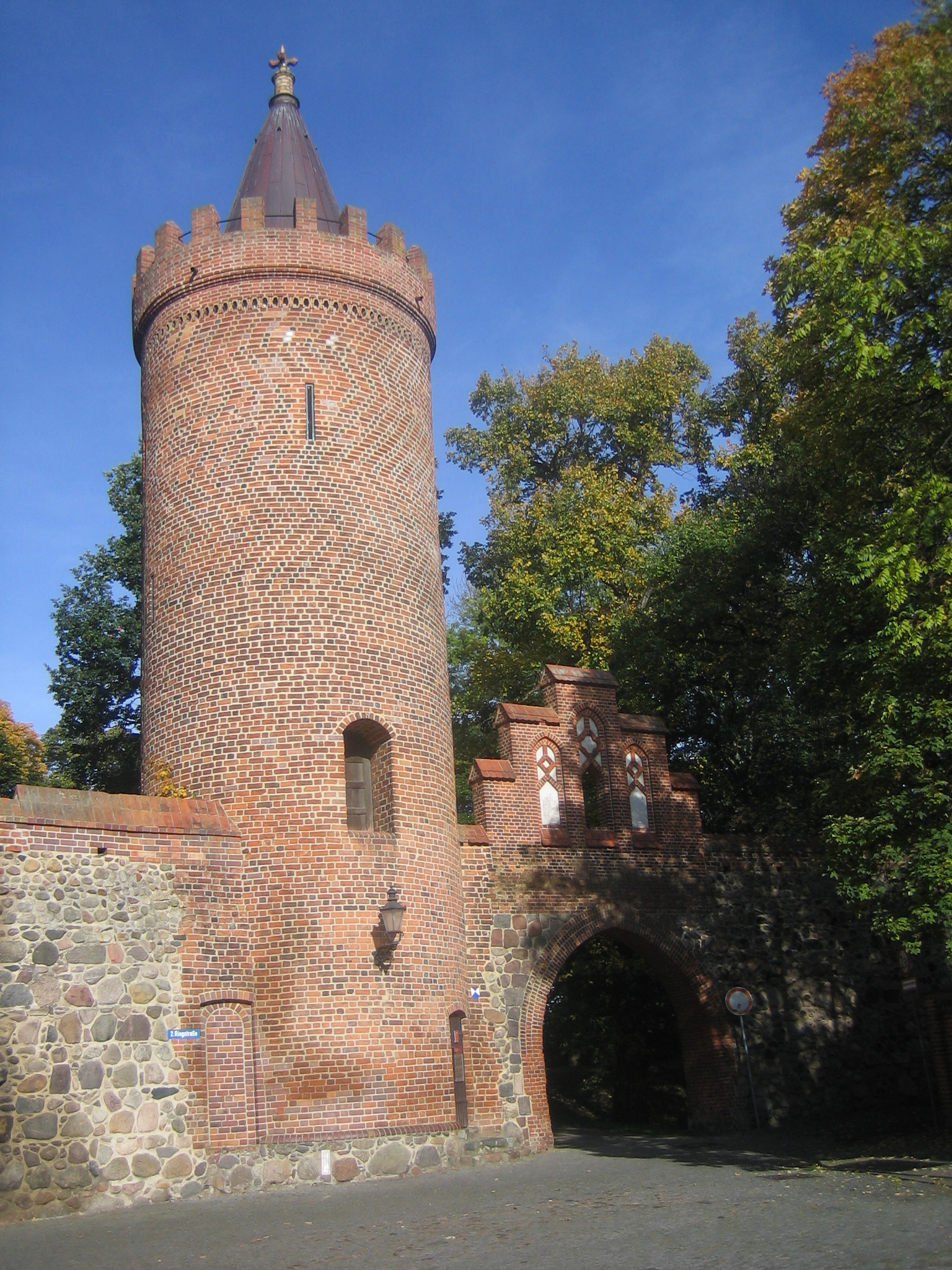
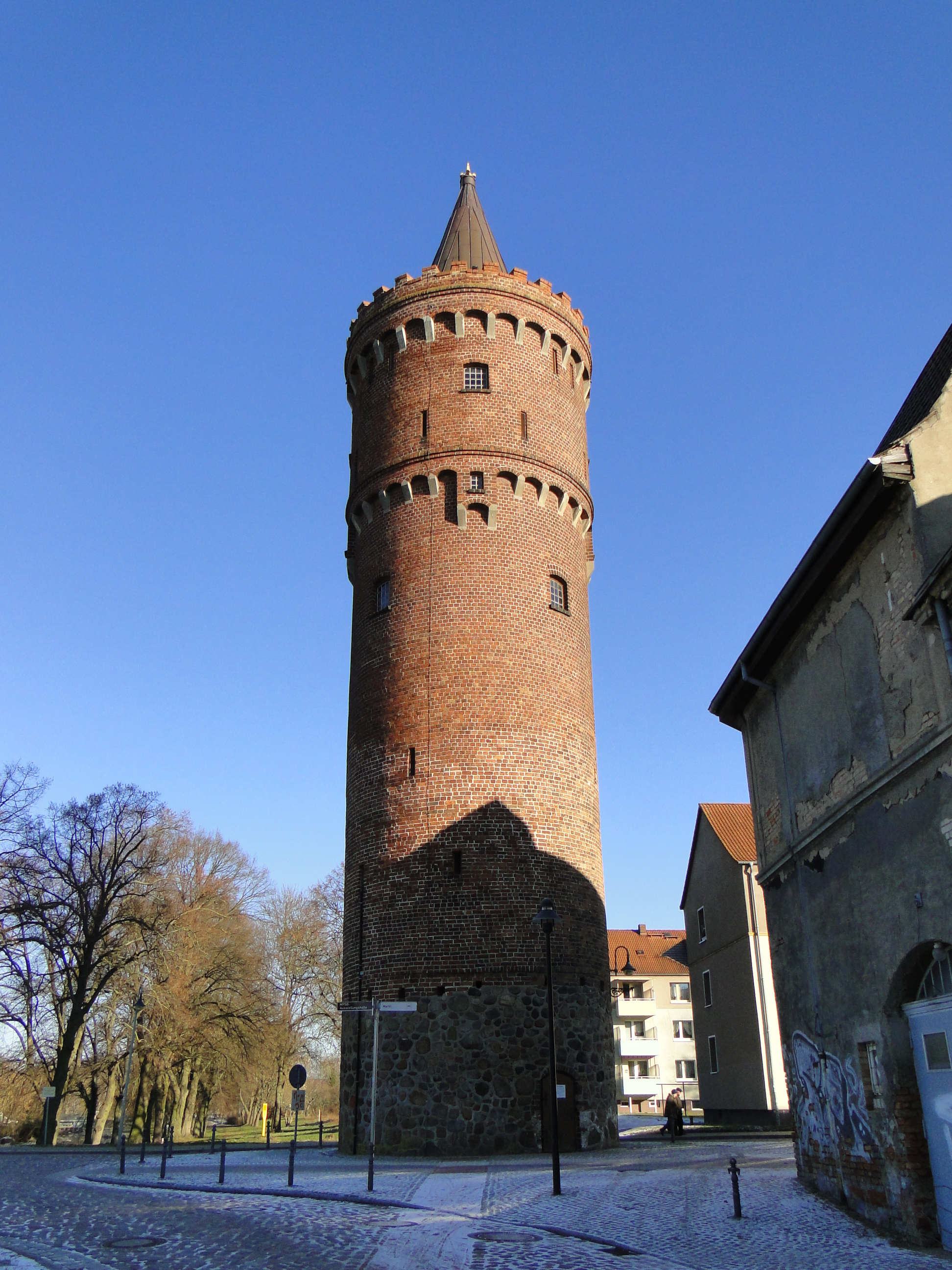
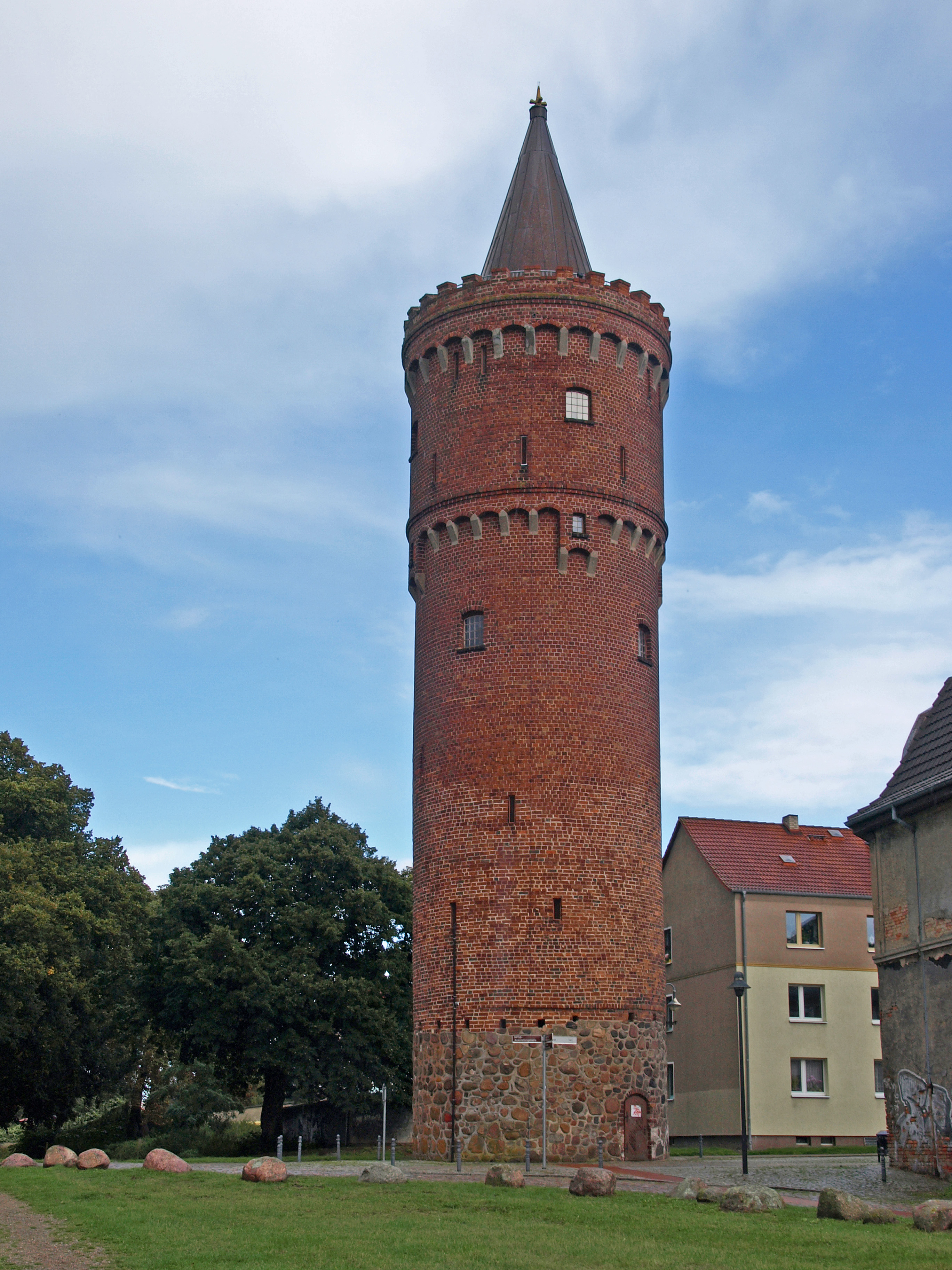
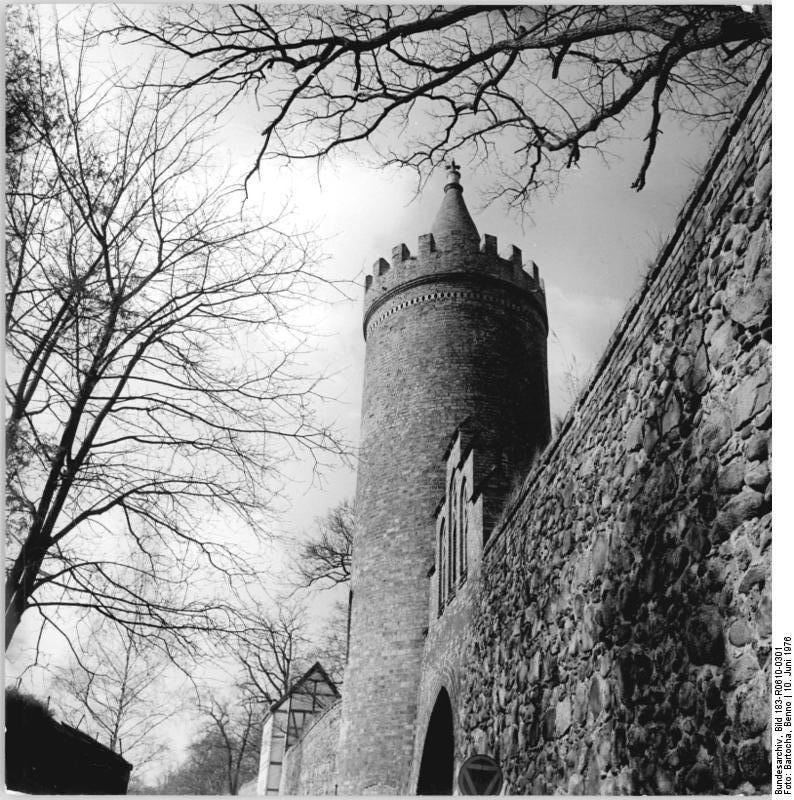
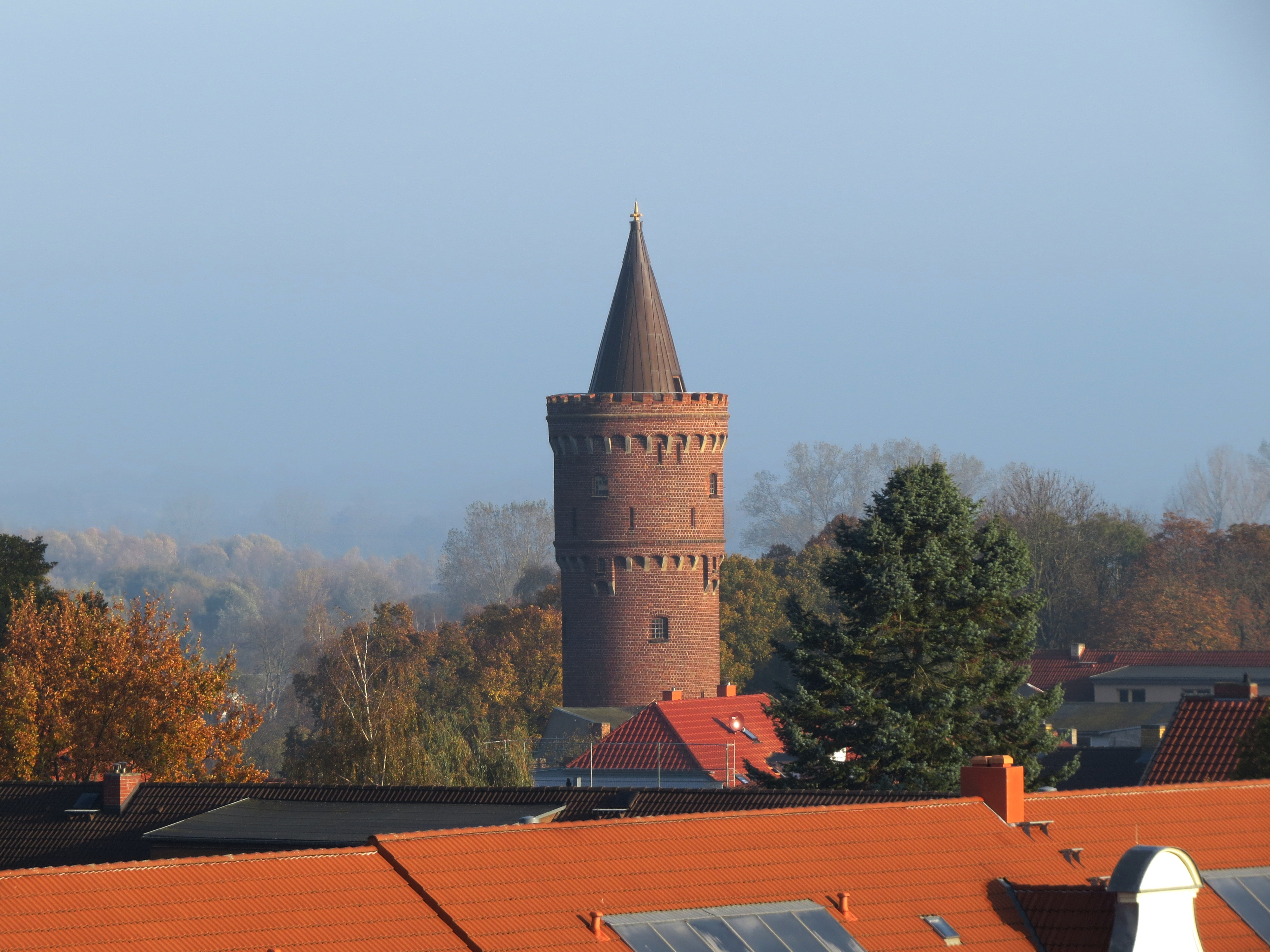
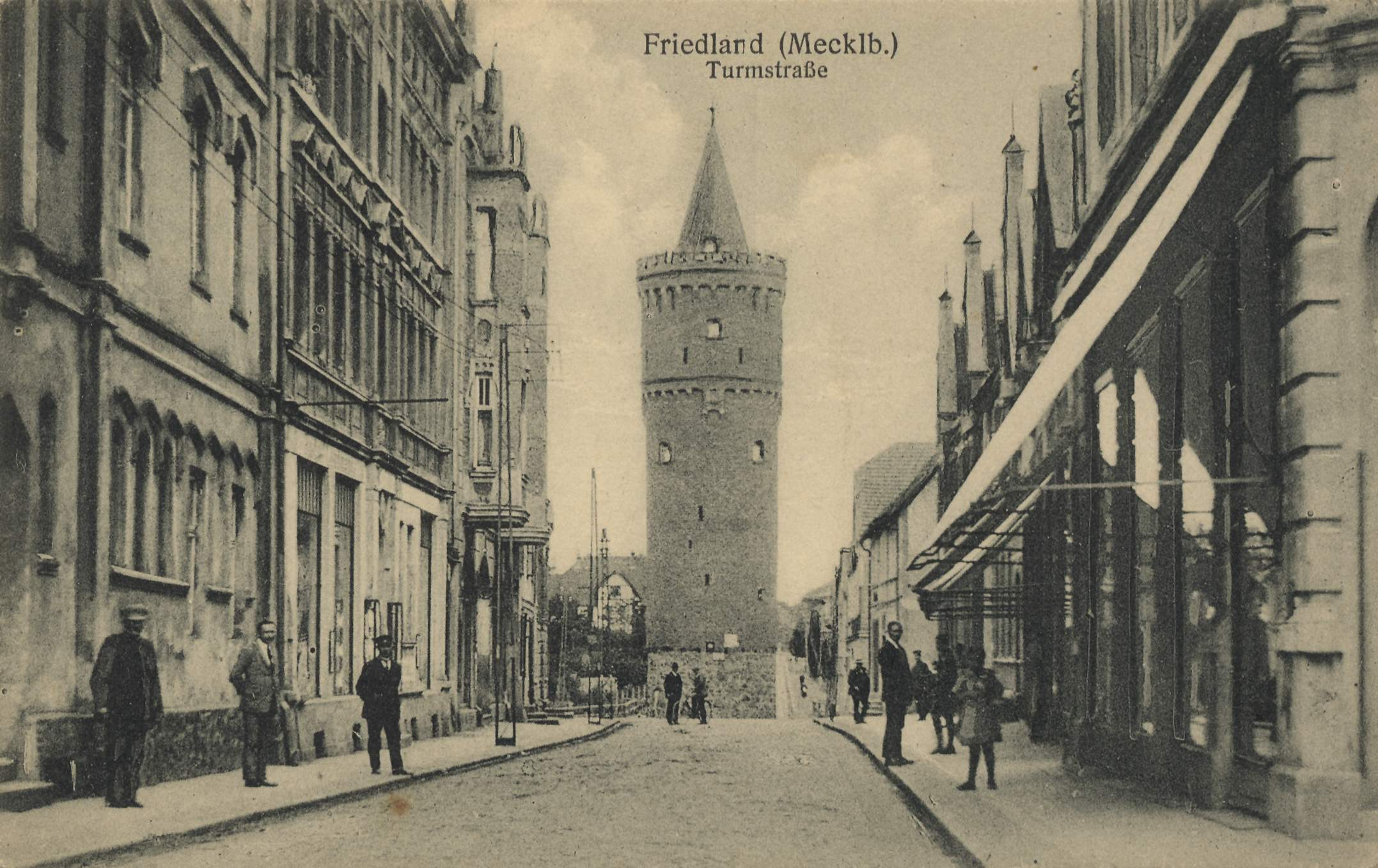